# Elasticidad plana
La elasticidad plana se refiere al estudio de soluciones particulares del problema elástico general y al estudio del conjunto de aplicaciones técnicas en que aparecen dichos estados elásticos de tensión-deformación reducibles a problemas "planos" o bidimensionales. 
Los estados de elasticidad plana sólo son posibles en cuerpos que geométricamente son prismas mecánicos. Esta condición necesaria no es suficiente para asegurar que el cuerpo está sometido a un estado de elasticidad plana. Las condiciones suficientes dependen del tipo de fuerzas o solicitaciones a los que esté sometido dicho prisma. En las aplicaciones prácticas se diferencia entre dos tipos de estados de elasticidad plana:
- Los estados de deformación plana.
- Los estados de tensión plana.

Para ambos tipos de estados existe una gama amplia de técnicas de resolución del problema elástico plano, que incluyen tanto la función de Airy como las técnicas de variable compleja o el análisis armónico.
Dado un prisma mecánico {\displaystyle P=S\times E\subset \mathbb {R} ^{2}\times \mathbb {R} }, en los problemas de elasticidad plana se usan sistemas de coordenadas ortogonales, como las cartesianas o las cilíndricas, en que la sección transversal del cuerpo perpendicular al eje Z, es un región plana de idéntica forma a {\displaystyle S\subset \mathbb {R} ^{2}}.

## Estados de deformación plana
Intuitivamente un cuerpo en un estado de deformación plana es aquel que se puede analizar descomponiendo el cuerpo en rebanadas idénticas y estudiar sobre cada rebanada la distribución de deformaciones como problema bidimensional usando dos coordenadas para la posición de cada punto sobre cada una de las rebanadas. Considerando un sistema de coordenadas cartesianas con el plano {\displaystyle \scriptstyle XY} coincididente con una de las rebanadas idénticas, el campo de desplazamientos por efecto de las fuerzas resultan ser:

{\displaystyle u_{x}=u_{x}(x,y),\qquad u_{y}=u_{y}(x,y),\qquad u_{z}=0}

### Caracterización matemática de un estado de deformación plana
Dado un sólido elástico de forma prismática una condición necesaria para que su estado elástico sea de deformación plana es que el determinante del tensor deformación sea idénticamente nulo en todos los puntos:

{\displaystyle \det \mathbf {D} =0}

Esa condición necesaria no es suficiente. Podemos formular una condición un poco más restrictiva que la anterior, y que por tanto implica a la anterior, de tal manera que sea condición necesaria y suficiente para garantizar la existencia de un estado de deformación plana. Dado un prisma mecánico elástico su estado tensión-deformación es de deformación plana si existe un campo vectorial constante {\displaystyle \mathbf {v} _{0}} y no nulo, que en cada punto del cuerpo sea dirección principal, satisfaciéndose además que:

{\displaystyle \mathbf {D} (\mathbf {v} _{0})=0\mathbf {v} _{0}=0}

### Tensor deformación en forma canónica
Para un estado de deformación plana puede demostrarse que existe un sistema de coordenadas cartesianas XYZ, con el eje OZ coincidiendo con el eje baricéntrico del prisma elástico, en el que el tensor deformación del cuerpo tiene la forma:

{\displaystyle [\mathbf {D} ]_{XYZ}={\begin{bmatrix}\varepsilon _{xx}(x,y)&\varepsilon _{xy}(x,y)&0\\\varepsilon _{yx}(x,y)&\varepsilon _{yy}(x,y)&0\\0&0&0\end{bmatrix}}}

Usando las mismas coordenadas el tensor tensión tomará la forma:

{\displaystyle [\mathbf {T} ]_{XYZ}={\begin{bmatrix}\sigma _{xx}&\sigma _{xy}&0\\\sigma _{yx}&\sigma _{yy}&0\\0&0&\nu (\sigma _{xx}+\sigma _{yy})\end{bmatrix}}}

### Problema elástico plano
El planteamiento del problema elástico para un estado de elasticidad plana en ausencia de fuerzas de volumen conduce a unas ecuaciones algo más sencillas de lo habitual para que la que puede aplicarse tanto el método de la función de tensiones de Airy como los métodos de variable compleja, para hallar una solución. En primer lugar las ecuaciones de equilibrio se reducen a solo dos ecuaciones independientes:

(1){\displaystyle {\frac {\partial \sigma _{xx}}{\partial x}}+{\frac {\partial \sigma _{xy}}{\partial y}}=0,\qquad {\frac {\partial \sigma _{yx}}{\partial x}}+{\frac {\partial \sigma _{yy}}{\partial y}}=0}

Mientras que las ecuaciones de compatibilidad se reducen a una única ecuación independiente:

(2a){\displaystyle {\frac {\partial ^{2}\varepsilon _{xx}}{\partial y^{2}}}+{\frac {\partial ^{2}\varepsilon _{yy}}{\partial x^{2}}}-2{\frac {\partial ^{2}\varepsilon _{xy}}{\partial x\partial y}}=0}

De hecho, en las mismas condiciones anteriores y para un sólido elástico lineal, puede demostrarse que el sistema formado por (1) y (2a) resulta equivalente al sistema formado por (1) y (2b):

(2b){\displaystyle \nabla ^{2}(\sigma _{xx}+\sigma _{yy})=\nabla ^{2}\sigma _{V}=0}

### Función de tensiones de Airy
En las condiciones anteriores puede probarse que la solución del sistema formado por (1) y (2b) sobre un cierto dominio plano, simplemente conexo, puede expresarse en función de una función biarmónica sobre dicho domino, siendo las tensiones expresables en función de esta única función biarmónica:

(3){\displaystyle \nabla ^{4}\phi =0,\qquad \sigma _{xx}={\frac {\partial ^{2}\phi }{\partial y^{2}}},\ \sigma _{yy}={\frac {\partial ^{2}\phi }{\partial x^{2}}},\ \sigma _{xy}={\frac {\partial ^{2}\phi }{\partial y\partial x}}}

Además se cumple que:

(4){\displaystyle \nabla ^{2}\phi =\sigma _{V}}

Se puede probar que toda función real que satisface las ecuaciones anteriores se puede expresar en términos de dos funciones armónicas holomorfas:

(5){\displaystyle \phi (x,y)={\mbox{Re}}\{{\bar {z}}\psi (z)+\chi (z)\},\quad z=x+iy}

## Estados de tensión plana
El estado tensional sobre un cuerpo elástico es de tensión plana cuando el cuerpo tiene forma de prisma recto y las fuerzas existentes son tales que las fuerzas sobre cada plano perpendicular al eje baricéntrico del prisma recto son paralelas a dicho plano e idénticas sobre todos los planos perpendiculares. Si se considera un sistema de coordenadas cartesianas en que el eje Z, sea paralelo al eje baricéntrico las fuerzas por unidad de superficie vienen dadas por:

{\displaystyle f_{x}=f_{x}(x,y),\quad f_{y}=f_{y}(x,y),\quad f_{z}=0}

### Caracterización matemática de un estado de tensión plana
Dado un sólido elástico de forma prismática una condición necesaria para que su estado elástico sea de tensión plana es que el determinante del tensor tensión sea idénticamente nulo en todos los puntos:

{\displaystyle \det \mathbf {T} =0}

Esa condición necesaria no es suficiente. Esta condición puede formularse de manera un poco más restrictiva, de tal manera que sea condición necesaria y suficiente para garantizar la existencia de un estado de deformación plana. Dado un prisma mecánico elástico su estado tensión-deformación es de tensión plana si existe un campo vectorial constante {\displaystyle \mathbf {v} _{0}} y no nulo, que en cada punto del cuerpo sea dirección principal, satisfaciéndose además que:

{\displaystyle \mathbf {T} (\mathbf {v} _{0})=0\mathbf {v} _{0}=0}